# Mangka
Mangka is een bestuurslaag in het regentschap Bangka van de provincie Bangka-Belitung, Indonesië. Mangka telt 1490 inwoners (volkstelling 2010).